# Davi Sarones
Davi Sarones (Դաւիթ Սահարունի) foi um oficial bizantino de origem armênia do século VII, ativo durante o reinado do imperador Heráclio (r. 610–641).

## Vida

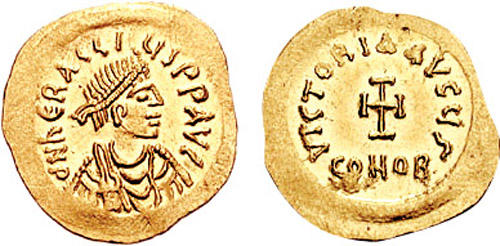
Tremisse de Heráclio r.

A parentela de Davi é desconhecido, exceto que pertencia à família Sarones. Se envolve na conspiração de João Atalarico para derrubar o imperador Heráclio (r. 610–641), mas foi preso por Mecécio II e enviado a Constantinopla. Conseguiu escapar, voltou à Armênia, matou Mecécio e foi proclamado general pelas tropas. O imperador, por exigência dos príncipes locais (iscanos), nomeou-o príncipe da Armênia com a honra de curopalata e Davi ocupou a posição por três anos como magnificência até ser retirado do poder. Os autores da PIRT consideram que ocupou a posição de mestre dos soldados da Armênia e que tanto a conspiração que participou como a morte de Mecécio podem ser datadas em 635 ou 637.
Talvez pode ser o homônimo que em 642/3 comandou exército na Armênia. Ele e Valentino planejavam cooperar contra os árabes na Síria, mas Valentino foi derrotado primeiro e Davi marchou à Mesopotâmia, onde conteve suas tropas por maltratar os locais; foi perseguido e morto pelos árabes sob Iades. Também pode ser o logóteta homônimo que supostamente se envolveu num esquema em 641 para se casar com Martina, que fugiu à Armênia e foi decapitado por Jutálio.